# Pressaft
Pressaft bildas i stora mängder då t. ex. grönmassa från vallar eller andra grödor läggs som ensilage i silo och packas samman. Saften verkar starkt förorenande och får ej släppas ut i vattendrag eller dräneringsledning utan måste ledas till urin- eller gödselbehållare eller till särskild brunn.
Pressaft innehåller 11-15 % lättillgängligt kol som gör det lämpligt för produktion av metangas. Tester visar att maximal produktion är så hög som 380 Nml CH4/g VS. 